# Teorema CAP
En informàtica teòrica, el teorema CAP, també conegut com a teorema de Brewer, formula que és impossible garantir simultàniament les tres característiques següents en una aplicació distribuïda:

- Consistència (tots els nodes veuen la mateixa dada al mateix temps)
- Disponibilitat (la garantia que cada petició a un node rep una resposta de si ha tingut èxit o a fallat)
- Tolerància a la partició (el sistema continua operant malgrat la partició arbitrària a causa d'errors en la xarxa)

El 2012 Brewer va aclarir alguna de les seves posicions com que el concepte "dos de tres" ("two out of three") pot ser malentès o pot induir a error i també el perquè de la definició de consistència CAP divergeix respecte a la de ACID.

## Història
El teorema va ser formulat per primer cop per l'informàtic Eric Brewer de la Universitat de Califòrnia durant la tardor de 1998. Va ser publicat com a principi CAP a l'any següent i va ser presentat per Brewer com a conjectura en el Symposium on Principles of Distributed Computing (PODC) de l'any 2000. El 2002, Seth Gilbert i Nancy Lynch del MIT van publicar una demostració formal de la conjectura de Brewer, fet que la convertia en teorema. Tanmateix, aquest darrer punt ha estat criticat.